# Darryl Sutter
 (mai 2023).
Les normes d'accessibilité du Web doivent être respectées sur les articles liés au hockey sur glace.
Les articles possédant ce bandeau sont listés dans la catégorie:Article hockey sur glace non accessible.
Les points d'amélioration suivants sont les cas les plus fréquents :
- Tableaux de données : utiliser les modèles préformatés déjà disponibles ou consulter l'aide ;
- Listes à puces : les listes à puces sont créées grâces aux astérisques. Il ne doit pas y avoir de ligne vide entre deux astérisques ;
- Langue : tout changement de langue doit être signalé grâce au modèle {{langue}} ou au paramètrelangue=quand le modèle {{Lien web}} est utilisé dans les références ;
- Alternative textuelle : toute image doit être accompagnée d'une description sommaire (à ne pas confondre avec la légende).

Voir aussi Wikipédia:Atelier accessibilité/Bonnes pratiques.
Nota : ce bandeau ne concerne pas les problèmes d'accessibilité dus aux modèles utilisés.
Pour les articles homonymes, voir Sutter.
Darryl Sutter (né le 19 août 1958 à Viking, en Alberta, Canada) est un joueur de hockey sur glace professionnel canadien devenu entraîneur. Il a cinq frères hockeyeurs, Duane, Brent, les jumeaux Ron et Rich et Brian.

## Biographie

### Jeunesse
Darryl est né le 19 août 1958 à Viking, en Alberta, à environ 121 km à l'est d'Edmonton, de Louis John Sutter (1930―2005) et Grace Sutter (née Sauers) les deux agriculteurs. Darryl était le troisième de sept frères et le deuxième membre de la famille Sutter après son frère Brian Sutter à jouer dans la LNH. En grandissant, la famille n'a pas eu beaucoup de luxe, vivant pour la première fois dans une maison avec électricité et plomberie intérieure en 1967, lorsque Darryl avait neuf ans.

### Carrière d'entraîneur
Il commence sa carrière d'entraîneur-chef avec les Blackhawks de Chicago lors de la saison 1992-93, son équipe se méritant la première place de la division Norris, avec une récolte de 106 points en saison régulière. Il dirige l'équipe pendant trois saisons. 
Sutter prend ensuite la barre des Sharks de San José, une équipe d'expansion relativement jeune qui n'avait pas présenté de fiche gagnante en ses six premières années d'existence. Sous sa gouverne, l'équipe connaît de plus en plus de succès en saison régulière, se méritant la première place de la division Pacifique lors de la saison 2002-02. En séries éliminatoires, ils ne pourront toutefois pas se rendre au-delà des demi-finales de conférence (quarts de finale). Il est renvoyé au milieu de la saison 2002-03.
Il dirige par la suite les Flames de Calgary, équipe avec laquelle il atteint la finale de la coupe Stanley pour la première fois en 2004. Si le trophée lui échappe à cette occasion, il remportera la coupe Stanley à deux reprises avec les Kings de Los Angeles en 2012 et en 2014.
En 2020, Sutter effectue un retour comme entraîneur des Flames de Calgary. Le 1er mai 2023, il est licencié par les Flames.

### Vie privée

#### Famille
Darryl a rencontré sa femme Wanda dans une ligue de softball récréative ; ils ont trois enfants, Brett, Jessie et Christopher, atteint du syndrome de Down.

#### Santé
Au cours de sa pause d'entraîneur de hockey professionnel en février 1997, Sutter est tombé d'une hauteur de 12 pieds alors qu'il effectuait des réparations à la ferme et a subi une fracture du crâne et une omoplate cassée.

## Philanthropie
En 1996, les frères Sutter ont créé The Sutter Fund, un groupe à but non lucratif qui collecte des fonds pour les organisations axées sur les familles et les enfants du centre de l'Alberta.

## Statistiques

### Joueur
| Saison     | Équipe                     | Ligue      |     | Saison régulière | Saison régulière | Saison régulière | Saison régulière | Saison régulière |    | Séries éliminatoires | Séries éliminatoires | Séries éliminatoires | Séries éliminatoires | Séries éliminatoires |
| Saison     | Équipe                     | Ligue      | PJ  | B                | A                | Pts              | Pun              | PJ               | B  | A                    | Pts                  | Pun                  |                      |                      |
| 1974-1975  | Rustlers de Red Deer       | LHJA       | 60  | 16               | 20               | 36               | 43               |                  |    |                      |                      |                      |                      |                      |
| 1975-1976  | Rustlers de Red Deer       | LHJA       | 60  | 43               | 93               | 136              | 82               |                  |    |                      |                      |                      |                      |                      |
| 1976-1977  | Broncos de Lethbridge      | WCHL       | 1   | 1                | 0                | 1                | 0                | 15               | 3  | 7                    | 10                   | 13                   |                      |                      |
| 1976-1977  | Rustlers de Red Deer       | LHJA       | 56  | 55               | 78               | 133              | 131              |                  |    |                      |                      |                      |                      |                      |
| 1977-1978  | Broncos de Lethbridge      | WCHL       | 68  | 33               | 48               | 81               | 119              | 8                | 4  | 9                    | 13                   | 2                    |                      |                      |
| 1978-1979  | Hawks du Nouveau-Brunswick | LAH        | 19  | 7                | 6                | 13               | 6                | 5                | 1  | 2                    | 3                    | 0                    |                      |                      |
| 1978-1979  | Generals de Flint          | LIH        | --  | --               | --               | --               | --               | 1                | 0  | 1                    | 1                    | 0                    |                      |                      |
| 1979-1980  | Black Hawks de Chicago     | LNH        | 8   | 2                | 0                | 2                | 2                | 7                | 3  | 1                    | 4                    | 2                    |                      |                      |
| 1979-1980  | Hawks du Nouveau-Brunswick | LAH        | 69  | 35               | 31               | 66               | 69               | 12               | 6  | 6                    | 12                   | 8                    |                      |                      |
| 1980-1981  | Black Hawks de Chicago     | LNH        | 76  | 40               | 22               | 62               | 86               | 3                | 3  | 1                    | 4                    | 2                    |                      |                      |
| 1981-1982  | Black Hawks de Chicago     | LNH        | 40  | 23               | 12               | 35               | 31               | 3                | 0  | 1                    | 1                    | 2                    |                      |                      |
| 1982-1983  | Black Hawks de Chicago     | LNH        | 80  | 31               | 30               | 61               | 53               | 13               | 4  | 6                    | 10                   | 8                    |                      |                      |
| 1983-1984  | Black Hawks de Chicago     | LNH        | 59  | 20               | 20               | 40               | 44               | 5                | 1  | 1                    | 2                    | 0                    |                      |                      |
| 1984-1985  | Black Hawks de Chicago     | LNH        | 49  | 20               | 18               | 38               | 12               | 15               | 12 | 7                    | 19                   | 12                   |                      |                      |
| 1985-1986  | Black Hawks de Chicago     | LNH        | 50  | 17               | 10               | 27               | 44               | 3                | 1  | 2                    | 3                    | 0                    |                      |                      |
| 1986-1987  | Blackhawks de Chicago      | LNH        | 44  | 8                | 6                | 14               | 16               | 2                | 0  | 0                    | 0                    | 0                    |                      |                      |
| Totaux LNH | Totaux LNH                 | Totaux LNH | 406 | 161              | 118              | 279              | 288              | 51               | 24 | 19                   | 43                   | 26                   |                      |                      |

### Entraîneur
| Équipe    | Saison    | Saison régulière | Saison régulière | Saison régulière | Saison régulière | Saison régulière | Saison régulière | Saison régulière | Séries éliminatoires | Séries éliminatoires | Séries éliminatoires | Séries éliminatoires                                  |
| Équipe    | Saison    | PJ               | V                | D                | N                | Pr               | Pts              | Position         | V                    | D                    | V %                  | Résultats                                             |
| --------- | --------- | ---------------- | ---------------- | ---------------- | ---------------- | ---------------- | ---------------- | ---------------- | -------------------- | -------------------- | -------------------- | ----------------------------------------------------- |
| CHI       | 1992-1993 | 84               | 47               | 25               | 12               | —                | 106              | 1er Norris       | 0                    | 4                    | .000                 | Défaite au premier tour (STL)                         |
| CHI       | 1993-1994 | 84               | 39               | 36               | 9                | —                | 87               | 5e Centrale      | 2                    | 4                    | .333                 | Défaite au premier tour (TOR)                         |
| CHI       | 1994-1995 | 48               | 24               | 19               | 5                | —                | 53               | 3e Centrale      | 9                    | 7                    | .563                 | Défaite en demi-finale (DET)                          |
| CHI total | CHI total | 216              | 110              | 80               | 26               | —                |                  |                  | 11                   | 15                   | .423                 | 3 présences en séries éliminatoires                   |
| SJS       | 1997-1998 | 82               | 34               | 38               | 10               | —                | 78               | 4e Pacifique     | 2                    | 4                    | .333                 | Défaite au premier tour (DAL)                         |
| SJS       | 1998-1999 | 82               | 31               | 33               | 18               | —                | 80               | 4e Pacifique     | 2                    | 4                    | .333                 | Défaite au premier tour (COL)                         |
| SJS       | 1999-2000 | 82               | 35               | 30               | 10               | 7                | 87               | 4e Pacifique     | 5                    | 7                    | .417                 | Défaite en quarts de finale (DAL)                     |
| SJS       | 2000-2001 | 82               | 40               | 27               | 12               | 3                | 95               | 2e Pacifique     | 2                    | 4                    | .333                 | Défaite au premier tour (STL)                         |
| SJS       | 2001-2002 | 82               | 44               | 27               | 8                | 3                | 99               | 1er Pacifique    | 7                    | 5                    | .583                 | Défaite en quarts de finale (COL)                     |
| SJS       | 2002-2003 | 24               | 8                | 12               | 2                | 2                | 20               | (renvoyé)        | —                    | —                    | —                    | —                                                     |
| SJS total | SJS total | 434              | 192              | 167              | 60               | 15               |                  |                  | 18                   | 24                   | .429                 | 5 présences en séries éliminatoires                   |
| CGY       | 2002-2003 | 46               | 19               | 18               | 8                | 1                | 47               | 5e Nord-Ouest    | —                    | —                    | —                    | Non qualifiés                                         |
| CGY       | 2003-2004 | 82               | 42               | 30               | 7                | 3                | 94               | 3e Nord-Ouest    | 15                   | 11                   | .577                 | Défaite en finale (TBL)                               |
| CGY       | 2005-2006 | 82               | 46               | 25               | —                | 11               | 103              | 1er Nord-Ouest   | 3                    | 4                    | .429                 | Défaite au premier tour (ANA)                         |
| LAK       | 2011-2012 | 49               | 25               | 13               | —                | 11               | 95               | 3e Pacifique     | 16                   | 4                    | .800                 | Victoire coupe Stanley (NJD)                          |
| LAK       | 2012-2013 | 48               | 27               | 16               | —                | 5                | 59               | 2e Pacifique     | 9                    | 9                    | .500                 | Défaite en demi-finale (CHI)                          |
| LAK       | 2013-2014 | 82               | 46               | 28               | —                | 8                | 100              | 3e Pacifique     | 16                   | 10                   | .615                 | Victoire coupe Stanley (NYR)                          |
| LAK       | 2014-2015 | 82               | 40               | 27               | —                | 15               | 95               | 4e Pacifique     | —                    | —                    | —                    | Non qualifiés                                         |
| LAK       | 2015-2016 | 82               | 48               | 28               | —                | 6                | 102              | 2e Pacifique     | 1                    | 4                    | .200                 | Défaite au premier tour (SJS)                         |
| LAK       | 2016-2017 | 82               | 39               | 35               | —                | 8                | 86               | 5e Pacifique     | —                    | —                    | —                    | Non qualifiés                                         |
| LAK total | LAK total | 425              | 225              | 147              | —                | 53               |                  |                  | 42                   | 27                   | .609                 | 4 présences en séries éliminatoires                   |
| CGY       | 2020-2021 | 32               | 15               | 16               | —                | 1                | (31)             | 5e Nord          | —                    | —                    | —                    | Non qualifiés                                         |
| CGY       | 2021-2022 | 82               | 50               | 21               | —                | 11               | 111              | 1er Pacifique    | 5                    | 7                    | .417                 | Défaite en quarts de finale (EDM)                     |
| CGY total | CGY total | 324              | 172              | 110              | 15               | 27               |                  |                  | 18                   | 15                   | .511                 | 3 présences en séries éliminatoires                   |
| Total     | Total     | 1,397            | 699              | 503              | 101              | 94               |                  |                  | 89                   | 81                   | .516                 | 15 présences en séries éliminatoires 2 coupes Stanley |